# Ragnar Gunaeus
Gustaf Ragnar Gunaeus, född den 9 februari 1903 i Ljungs församling, Göteborgs och Bohus län, död den 29 april 1983 i Strömstad, var en svensk jurist. 
Gunaeus avlade studentexamen i Uddevalla 1923 och juris kandidatexamen vid Lunds universitet 1929. Efter genomförd tingstjänstgöring i Norrvikens domsaga 1929–1932 blev han fiskal i Göta hovrätt 1933, extra ordinarie assessor där 1937, ordinarie assessor 1939 och hovrättsråd 1944. Gunaeus var biträdande domare i Askims, Hisings och Sävedals domsaga 1939–1941, tillförordnad revisionssekreterare 1943–1946 och häradshövding i Gästriklands västra domsaga 1947–1968. Han blev ordförande i poliskollegiet i Gävleborgs län 1957. Gunaeus blev riddare av Nordstjärneorden 1947 och kommendör av samma orden 1962.